# Diodotos I
Diodotos I Soter (Grieks: Διόδοτος Α' ὁ Σωτήρ) (± 285 v.Chr. – 239 v.Chr.) was in de 3e eeuw v.Chr. een hellenistische koning van het Grieks-Bactrisch koninkrijk, een gebied dat overeenkomt met het huidige noordoosten van Afghanistan, Tadzjikistan, het oosten van Oezbekistan en delen van Kirgizië. Diodotos was oorspronkelijk satraap (gouverneur) van deze gebieden, die tot het Seleucidische Rijk behoorden. Rond 250 v.Chr. kwam hij in opstand tegen de Seleuciden.
Volgens de Romeinse schrijver Iustinus, die leefde in de 2e eeuw n.Chr., kwam Diodotos in opstand na de dood van koning Antiochus II in 246 v.Chr. Volgens Iustinus was Bactrië een van de welvarendste en machtigste delen van het Seleucidenrijk en breidde Diodotos zijn rijk naar alle kanten uit. Diodotos huwde met een dochter van Antiochus II en kreeg twee kinderen: een zoon Diodotos II en een dochter, die getrouwd was met de latere koning Euthydemos.
Diodotos was een tijdgenoot en wellicht bondgenoot van Andragoras, de Seleucidische satraap van Parthië, die eveneens in opstand kwam tegen de Seleuciden. Andragoras werd verstoten door Arsaces, de leider van de Oost-Iraanse Parnistam, die oorspronkelijk uit Bactrië kwam maar voor Diodotos naar het westen was gevlucht. Vanaf de machtsovername van Arcaces waren Grieks-Bactrië en Parthië in staat van oorlog. Volgens Iustinus heeft Diodotos zelfs een bondgenootschap gesloten met de Seleucidische koning Seleuces II, die de Parthen opnieuw probeerde te onderwerpen.
Diodotos stierf in 239 v.Chr., en werd opgevolgd door zijn zoon Diodotos II.